# Arizelocichla nigriceps
Arizelocichla nigriceps é uma espécie de ave passeriformes da família Pycnonotidae.
Pode ser encontrada nos seguintes países: Burundi, República Democrática do Congo, Quénia, Malawi, Moçambique, Ruanda, Tanzânia, Uganda e Zâmbia.